# Выставочный зал СХ России (Таганрог)
Выставочный зал Таганрогского отделения СХ России — художественный экспозиционный центр в Таганроге.

## История создания
Выставочный зал был создан в 1974 году на базе художественных мастерских Таганрогского филиала Ростовского отделения Союза художников СССР. В самостоятельную организацию  таганрогский филиал был преобразован в 1992 году по инициативе художников Николая Ливады и Евгения Пикузы.
Расположен на первом этаже построенного в 1974 году пятиэтажного жилого дома на углу Греческой улицы и Добролюбовского переулка по адресу ул. Греческая, д. 48. В этом же пространстве располагаются правление Таганрогского отделения Союза художников России и мастерские членов Союза.
Помимо ежегодных традиционных групповых весенних и осенних отчётных выставок Таганрогского отделения СХ, в этом зале проводятся различные тематические художественные выставки, а также персональные выставки таганрогских художников.
В круг художников, чьи работы выставлялись и выставляются в Выставочном зале, входят Леонид Стуканов, Владимир Дмитриев, Наталья Дурицкая, Николай Ливада, Василий Орлов, Вячеслав Ушенин, Владимир Барановский, Евгений Пикуза, Александр Кисляков, Олег Хаславский, Алексей Яковлев, Владимир Вельтман, Владислав Протопопов, Роман Кость, Юрий Акопянц и многие другие.

## Наиболее известные выставки
- 2019 — «47-я параллель». Владимир Вельтман.[4][5][6]
- 2019 — «Помним» (Л. Стуканов, В. Дмитриев, В. Орлов, Н. Лиманенко, В. Протопопов и др.).[7][8]
- 2019 — «После Графа». Галерея ZHDANOV.[4]
- 2018 — «Красить». Алексей Яковлев.  Галерея ZHDANOV[9][10][11]
- 2018 — «Маятник». Александр Кисляков. Галерея ZHDANOV[12][13][14][15]
- 2017 — «Владимир Дмитриев. Скульптура».
- 2017 — «Искусство или смерть». Василий Слепченко.[16][17][18][19][20][21]
- 2017 — «Евгений Пикуза».[3]
- 2017 — «После Графа». Памяти Леонида Стуканова. Галерея ZHDANOV.[22][23][24][25][26]
- 2016 — «Природа металла». Роман Кость.[27][28][29]
- 2014 — «Металлопластика». Роман Кость.[30]
- 2013 — «Олег Хаславский».[31][32][33]
- 2010 — «Леонид Стуканов. Вячеслав Ушенин. Виктор Палко».[34][35]
- 2008 — «Нефритовое солнце». Владислав Протопопов.[36][37][38]
- 2007 — «Великая китайская луна». Владислав Протопопов.[39][40][41]